# 음수대

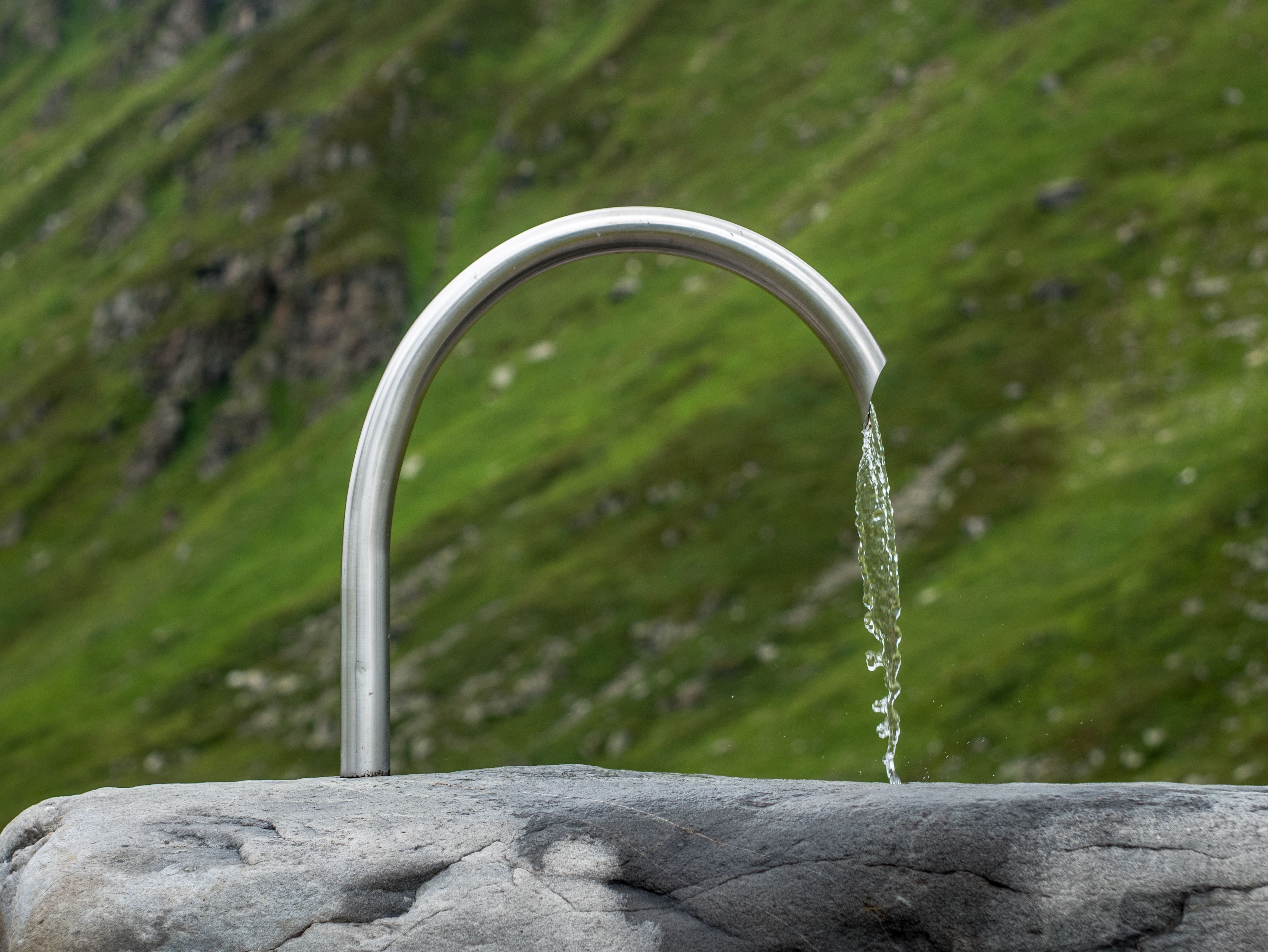

음수대(飮水臺, drinking fountain)는 초소형 분수대로, 식수를 분수하여 마실 수 있게 하는 시설이다. 수도꼭지가 달려 있어서 물을 틀고 끌 수 있는 것과 그런 것이 없어 물줄기가 그냥 계속 나오는 것으로 나뉜다.
음용자는 음수대에서 나오는 물줄기에 입을 갖다대고 직접 물을 마신다. 음수대는 학교, 도서관, 지하철역, 공원 등 공공시설에서 많이 찾아볼 수 있다.

## 같이 보기
- 나소네
- 생수기